# The Sons of a Soldier
The Sons of a Soldier és una pel·lícula en blanc i negre muda dirigida per Oscar A.C. Lund. Rodada a Key West, durant una expedició feta a Floria per la productora Éclair America buscant escenaris més tropicals, els càmeres van ser John Van Den Brock o R. Guissart. Es va estrenar el 7 de maig de 1913.

## Argument
La pel·lícula segueix les vides dels membres de la família Primrose, des del 1776 fins al 1912, en que participant en les guerres d'Independència i la Guerra Civil i més tard en una guerra imaginària entre els Estats Units i el Japó. Les primeres escenes mostren la història de les primeres branques de la família Primrose que van participar amb valor en les guerres d'independència i en la guerra civil que preparen l'espectador per als incidents que després vindran.
Durant una guerra imaginària amb el Japó, el jove George Primrose, acabat de graduar a West Point, és nomenat tinent i és enviat a la guerra. Poc després de la seva partida, el seu germà gran és elegit president. L'antiga casa dels Primrose, que ha acollit ja a quatre generacions, ha caigut en mans dels japonesos que l'utilitzen com a quarter general. L'avi dels dos nois, veterà de les batalles de Lookout Mountain i Gettysburg, encara que expulsat de casa seva i sense salut, encara lluita per la seva terra.
George és enviat pel comandant en cap amb un missatge de vital importància. Intentant fer drecera a través dels aiguamolls perd el seu cavall, i de mica en mica va perdent les forces per una ferida de bala dels japonesos. Es desmaia d'esgotament i en aquell moment el troba Denison, un company de West Point. Aquest home l'odia, ja que havia estat un aspirant a la mà de Polly Blake, la promesa de George Primrose. Denison extreu el missatge del cinturó de Primrose i marxa deixant-lo abandonat.
Per tal d'aconseguir la mà de la noia, Denison declara que el jove tinent ha desertat i que ell ha recuperat el missatge i l'ha intentat fer arribar, mostrant el paper com a prova. Primrose és finalment trobat i portat a Washington i sotmès a un consell de guerra. El testimoni de Denison és clau per declarar-lo culpable i se'l condemna a ser afusellat. Fins i to el seu avi, que estima el noi més que res del món, troba el cas inapel·lable.
El dia establert per a l'execució, Polly Blake arriba al Capitoli i demana audiència urgent amb el president Primrose. Ella ha descobert que el missatge que portava George Primrose i que Denison li havia entregat, té una marca d'un polze ensangonat. El fet que Denison no hagués estat ferit ha despertat les seves sospites. La marca és identificada com del polze de Primrose i el president salva al seu germà de ser afusellat en l'últim moment, i la traïció de Denison és feta públic.

## Repartiment
- Frederick Truesdell (Woodrow Wilson)
- Barbara Tennant (Polly Blake)
- Guy Hedlund
- Jack W. Johnston
- Helen Marten
- Alec B. Francis
- Lamar Johnstone
- Julia Stuart
- Ethel Dovey[5]
- Will E. Sheerer (George Washington i Abraham Lincoln)[6]
- Clara Horton
- Mildred Bright
- Joe Copps (nen)